# Корона (5 сезон)
П'ятий сезон «Корони» розповідає про життя та правління королеви Єлизавети II, який вийшов на Netflix 9 листопада 2022 року. Це перший сезон серіалу, який вийшов після смерті принца Філіпа (9 квітня 2021 року) та королеви Єлизавети II (8 вересня 2022 року).
Імельда Стонтон зіграла роль королеви. Також ролі зіграли Джонатан Прайс, Леслі Менвілл, Джонні Лі Міллер, Домінік Вест і Елізабет Дебікі. Усі учасники акторського складу є новими в серіалі.

## Сюжет
«Корона» простежує правління королеви Єлизавети II від її весілля в 1947 році до початку 21 століття. П'ятий сезон буде зосереджений на початку-середині 1990-х років. Основною сюжетною лінією стануть події 1990-х років, в тому числі розлучення принца Чарльза і леді Діани.

## Актори
- Імельда Стонтон — королева Єлизавета II[4]
- Джонатан Прайс — принц Філіп, герцог Единбурзький, чоловік Єлизавети[4]
- Леслі Менвілл — принцеса Маргарет, графиня Сноудон, молодша сестра Єлизавети[4]
- Джонні Лі Міллер — Джон Мейджор, прем'єр-міністр 1990—1997[4]
- Флора Монтгомері — Норма Мейджор, дружина Джона Мейджора[5]
- Домінік Вест у ролі Чарльза, принца Уельського, старшої дитини Єлизавети та Філіпа та спадкоємця[4]
- Елізабет Дебікі — Діана, принцеса Уельська, дружина Чарльза[4]
- Марсія Уоррен — королева Єлизавета, королева-мати, вдова короля Георга VI і мати Єлизавети II[6]
- Олівія Вільямс — Камілла Паркер Боулз, давня кохана Чарльза[7]
- Клаудія Гаррісон — принцеса Анна, друга дитина та єдина дочка Єлизавети та Філіпа[8]
- Джеймс Мюррей — принц Ендрю, герцог Йоркський, третя дитина Єлизавети та Філіпа[9]
- Емма Лерд Крейг — Сара, герцогиня Йоркська, дружина Ендрю[9]
- Сем Вулф — принц Едвард, молодша дитина Єлизавети та Філіпа[5]
- Ендрю Гевілл — Роберт Феллоуз, особистий секретар королеви та шурин принцеси Діани[9]
- Наташа МакЕлхоун — Пенелопа Натчбулл, леді Ромсі, дружина Нортона Натчбулла, лорд Ромсі, троюрідний брат принца Чарльза
- Сенан Вест — принц Уельський Вільям, старший син Чарльза та Діани та другий у черзі на британський престол[10].
- Халід Абдалла — Доді Файєд, коханець Діани, який загинув разом з нею в автокатастрофі 1997 року[11]
- Салім Дау — Мохамед Аль-Файєд, батько Доді Файєда[12]
  - Амір Ель-Масрі — молодий Мохамед Аль-Файєд[13]
- Берті Карвел  –  Тоні Блер, прем'єр-міністр 1997—2007[14]
- Прасанна Пуванараджа в ролі Мартіна Башира, журналіста, який брав інтерв'ю з Її Королівською Високістю Принцесою Уельською[15]
- Тімоті Далтон — Пітер Таунсенд, колишній коханець Маргарет[16]
- Хумаюн Саїд — доктор Хаснат Хан, коханець Діани з 1995—1997 років[17]
- Лідія Леонард — Чері Блер, дружина Тоні Блера[18]
- Філіппін Леруа-Больє — Монік Рітц, вдова Чарльза Рітца[19]

## Список серій
| № серії (загалом) | № серії (в сезоні) | Назва серії                 | Режисер(и)         | Сценарист(и) | Оригінальна дата виходу |
| ----------------- | ------------------ | --------------------------- | ------------------ | ------------ | ----------------------- |
| 41                | 1                  | «Синдром королеви Вікторії» | Джессіка Гоббс     | Пітер Морган | 9 листопада 2022        |
| 42                | 2                  | «Система»                   | Джессіка Гоббс     | Пітер Морган | 9 листопада 2022        |
| 43                | 3                  | «Му-Му»                     | Алекс Габассі      | Пітер Морган | 9 листопада 2022        |
| 44                | 4                  | «Жахливий рік»              | Мей ель-Тукі       | Пітер Морган | 9 листопада 2022        |
| 45                | 5                  | «На крок попереду»          | Мей ель-Тукі       | Пітер Морган | 9 листопада 2022        |
| 46                | 6                  | «Будинок Іпатьєва»          | Крістіан Швохов    | Пітер Морган | 9 листопада 2022        |
| 47                | 7                  | «Нейтральна зона»           | Ерік Ріхтер Стренд | Пітер Морган | 9 листопада 2022        |
| 48                | 8                  | «Порох»                     | Ерік Ріхтер Стренд | Пітер Морган | 9 листопада 2022        |
| 49                | 9                  | «Пара № 31»                 | Крістіан Швохов    | Пітер Морган | 9 листопада 2022        |
| 50                | 10                 | «Виведення з експлуатації»  | Алекс Габассі      | Пітер Морган | 9 листопада 2022        |

## Виробництво

### Кастинг
У січні 2020 року було оголошено, що Імельда Стонтон замінить Колман на посаді королеви в п'ятому сезоні, а в липні стало відомо про її роль в останньому шостому сезоні. Також у липні 2020 року було оголошено, що Леслі Менвілл зіграє принцесу Маргарет, а наступного місяця Джонатан Прайс і Елізабет Дебікі були обрані на ролі принца Філіпа та Діани, принцеси Уельської відповідно. У жовтні 2020 року Домінік Вест вів переговори щодо ролі принца Чарльза, і його офіційно підтвердили як частину акторського складу в квітні 2021 року. У червні 2021 року Джонні Лі Міллер отримав роль Джона Мейджора, а Олівія Вільямс оголосила, що зіграє Каміллу Паркер Боулз. 18 листопада 2021 року було оголошено, що Сенан Вест, реальний син Домініка, обраний на роль принца Вільяма. У березні 2022 року на роль Монік Рітц була обрана Філіппін Леруа-Больє.

### Зйомки
Зйомки сезону почалися в липні 2021 року. Джемайма Хан, яка була подругою принцеси Діани, розповіла, що вона пішла з посади консультанта та співавтора епізодів, присвячених принцесі, через побоювання, що історія її останніх років буде не такою належною, як вона очікувала. Зйомки були тимчасово припинені в грудні після того, як у восьми членів знімальної групи виявився позитивний результат тесту на COVID-19, в результаті чого їх помістили на карантин. У вересні 2022 року виробництво наступного сезону було припинено на тиждень після смерті королеви Єлизавети II, жест поваги, як заявив творець серіалу Пітер Морган.

## Прем'єра
Вихід п'ятого сезону відбувся 9 листопада 2022 року.

## Відгуки

### Критики
Rotten Tomatoes повідомили про 73 % схвалення п'ятого сезону на основі 67 відгуків із середнім рейтингом 6,65/10. Консенсус критиків каже: «У п'ятому сезоні важко позбутися відчуття, що цей серіал трохи втратив свій блиск, але захоплююча драма та чудовий акторський склад залишаються коштовностями „Корони“». На Metacritic сезон отримав 66 балів зі 100 на основі 34 критиків, що вказує на «загалом схвальні відгуки».